# Fendoir

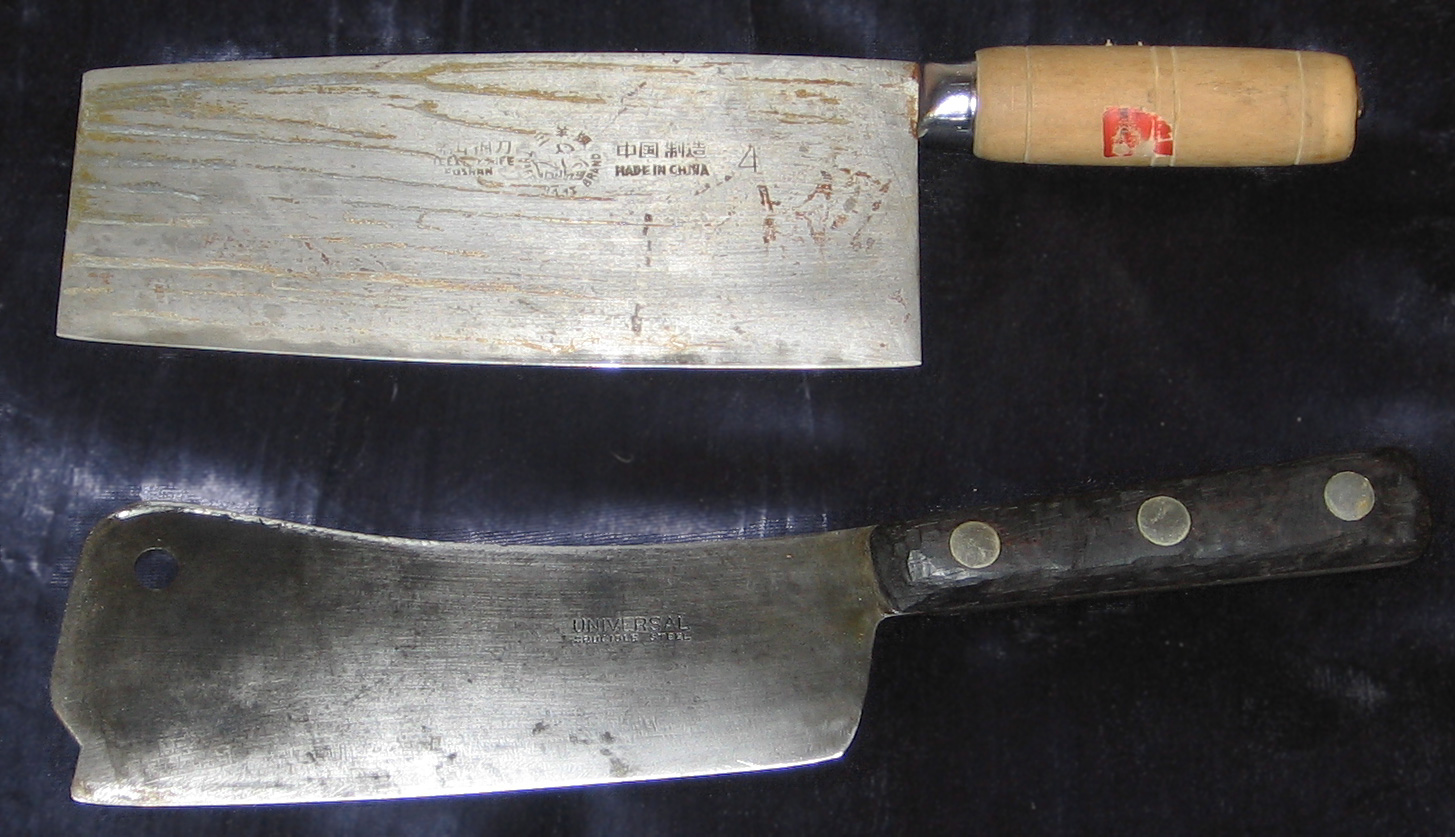
Fendoir de cuisiniers; en Chine (en haut), en Amérique du Nord (en bas).

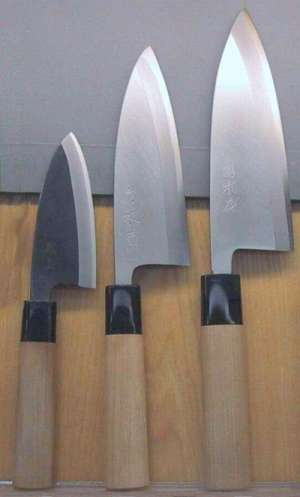
Deba Bocho de différentes tailles

Un fendoir est un outil servant à fendre, utilisé dans des professions comme la boucherie, la vannerie ou la tonnellerie.

## Fendoir de vannier
Le fendoir de vannier est un objet long d'une dizaine de centimètres souvent en bois, qui sert à fendre le brin d'osier en plusieurs lamelles. Il présente des sortes d'ailettes qui par appui longitudinal sur la base du brin, provoquent l'écartement de la tige en plusieurs quartiers. Ainsi à partir d'une grosse tige on obtient 3 (parfois plus) lamelles utilisables en vannerie.